# Clubiona rama
Clubiona rama là một loài nhện trong họ Clubionidae.
Loài này thuộc chi Clubiona. Clubiona rama được miêu tả năm 2008 bởi Pakawin Dankittipakul & Singtripop.